# بريان كولين
بريان كولين (بالإنجليزية: Bryan Cullen)‏ هو لاعب كرة القدم الغالية أيرلندي، ولد في 7 أبريل 1984 في دبلن في جمهورية أيرلندا.